# Will Ulrike Gnade oder freies Geleit?
„Will Ulrike Gnade oder freies Geleit?“ ist ein Essay des Schriftstellers Heinrich Böll, der unter diesem von der Redaktion geänderten Titel am 10. Januar 1972 in der Zeitschrift Der Spiegel veröffentlicht wurde und einen innenpolitischen Skandal auslöste. Böll setzte sich in dem Text mit den Motiven und Methoden der damals aufkommenden linksextremistischen Terrororganisation Rote Armee Fraktion (RAF) auseinander und kritisierte gleichzeitig die Berichterstattung der Medien, vor allem der Boulevardzeitung Bild des Springer-Verlags. Er wollte damit nach eigenen Worten eine Art Entspannung in der öffentlichen Debatte herbeiführen und die Gruppe versteckt zur Aufgabe bewegen.
Stattdessen wurde er vor allem im konservativen politischen Lager als Sympathisant des Terrors angesehen und in Politik und Medien heftig angegriffen.

## Entstehung und Verfälschung des Titels
Böll schrieb den Text zwischen dem 23. und 26. Dezember 1971. Der Titel lautete ursprünglich Soviel Liebe auf einmal, ein ironischer Bezug auf eine Überschrift der Bild in der Weihnachtszeit. Gegen den ausdrücklichen Wunsch Bölls wurde der Titel in der Spiegel-Redaktion abgeändert. Der einer Textpassage des Essays („Will Ulrike Meinhof, daß es so kommt? Will sie Gnade oder wenigstens freies Geleit?“) entlehnte Titel ist insofern höchst problematisch, als er durch die – von Böll selbst nicht benutzte – Anrede mit dem Vornamen fälschlich eine persönliche Bekanntschaft bzw. Vertrautheit zwischen Böll und dem RAF-Mitglied Meinhof suggeriert, die tatsächlich jedoch nicht bestand.

## Inhalt
Im Text wendet Böll sich gegen die Bild, welche am 23. Dezember 1971 unter der Überschrift Baader-Meinhof-Bande mordet weiter über diverse Straftaten berichtete, welche der RAF zugeschrieben wurden, ohne dass deren Tatbeteiligung im Einzelfall nachgewiesen wurde. Anlass für den Bild-Artikel war der Banküberfall am 22. Dezember 1971, bei dem der Polizist Herbert Schoner erschossen wurde. Hauptkritikpunkt Bölls war die Berichterstattung, welche als Tatsache hinstellte, was seinerzeit noch nicht gesicherte Erkenntnis war:

„Wo die Polizeibehörden ermitteln, vermuten, kombinieren, ist Bild schon bedeutend weiter: Bild weiß.“

Er kritisierte Bild mit äußerst scharfen Worten und warf ihr implizit die zwangsläufig folgende Eskalation der Gewalt vor:

„Das ist nicht mehr kryptofaschistisch, nicht mehr faschistoid, das ist nackter Faschismus. Verhetzung, Lüge, Dreck. Diese Form der Demagogie wäre nicht einmal gerechtfertigt, wenn sich die Vermutungen der Kaiserslauterer Polizei als zutreffend herausstellen sollten. In jeder Erscheinungsform von Rechtsstaat hat jeder Verdächtigte ein Recht, daß, wenn man schon einen bloßen Verdacht publizieren darf, betont wird, daß er nur verdächtigt wird. Die Überschrift »Baader-Meinhof-Gruppe mordet weiter« ist eine Aufforderung zur Lynchjustiz. Millionen, für die Bild die einzige Informationsquelle ist, werden auf diese Weise mit verfälschten Informationen versorgt.“

Da die Gruppe um Ulrike Meinhof Bölls Schätzung nach nur sechs Mitglieder hatte, sei es abwegig, von einem nationalen Notstand auszugehen, wie ihn die Berichterstattung der Bildzeitung nahelege. Doch auch Meinhof selbst wurde von Böll scharf kritisiert: 

„Kein Zweifel – Ulrike Meinhof lebt im Kriegszustand mit dieser Gesellschaft. Jedermann konnte ihre Leitartikel lesen. jedermann kann […] das Manifest lesen, das nach dem Untertauchen der Gruppe geschrieben ist. Es ist inzwischen ein Krieg von 6 gegen 60 000 000. Ein sinnloser Krieg, nicht nur nach meiner Meinung, nicht nur generell, auch im Sinne des publizierten Konzeptes.“

## Nachwirkung
In konservativen Kreisen galt Böll seitdem als „Sympathisant des Terrorismus“, was ihn nach eigenem Bekunden sehr kränkte und im Widerspruch zu den sehr RAF- und Gewalt-kritischen Grundaussagen des Essays stand.
Zum Beispiel bezeichnete der Chefredakteur der Wochenzeitung Christ und Welt, Ulrich Frank-Planitz, Böll in einem vom Südwestfunk verantworteten Fernsehkommentar als „salonanarchistischen Sympathisanten“ der RAF, woraufhin Böll in einem Telegramm an SWF-Intendant Helmut Hammerschmidt gegen die „faschistisch-verleumderische Tendenz“ des Kommentars protestierte und seine Mitarbeit bei dem Sender aufkündigte. Kurz darauf kündigte er ebenso seine Zusammenarbeit mit anderen Institutionen auf, darunter das ZDF und das Goethe-Institut.
Vor allem konservative Politiker bezogen öffentlich Stellung gegen Böll, darunter Hans Karl Filbinger, Bernhard Vogel, Rudolf Titzck (alle CDU), Bruno Merk (CSU) und die Junge Union, aber auch Karl Hemfler (SPD). Der nordrhein-westfälische Minister für Bundesangelegenheiten Diether Posser (SPD) veröffentlichte im Spiegel vom 24. Januar 1972 einen Kommentar, in dem er Böll unter anderem kritiklose Übernahme von Verlautbarungen der RAF sowie gefährliche Verharmlosung der Gruppe vorwarf und zu dem Fazit gelangte, dass der im Zorn entstandene Essay Bölls unsachlich und übertrieben gewesen sei. Böll antwortete darauf am 31. Januar mit einem Beitrag „Verfolgt war nicht nur Paulus“, in dem er Posser in mehreren Punkten zustimmte und zusammenfasste:

„Die Wirkung meines Artikels entspricht nicht andeutungsweise dem, was mir vorschwebte: eine Art Entspannung herbeizuführen und die Gruppe, wenn auch versteckt, zur Aufgabe aufzufordern. Ich gebe zu, daß ich das Ausmaß der Demagogie, die ich heraufbeschwören würde, nicht ermessen habe.“

In seinem am 29. Januar 1972 in der Süddeutschen Zeitung abgedruckten Artikel Man muß zu weit gehen stellte Böll klar:

„Ich habe die Gruppe um Ulrike Meinhof relativiert – ja. Verharmlost nein. Ich habe versucht, die Proportionen zurechtzurücken. Nichts weiter.“

Weiter bemerkte er:

„Der Spiegel-Artikel hat Schwächen, weniger in dem, was drin steht, als in dem, was nicht drin steht; es fehlt eine umfassende Studie über die Eskalation: von der Erschießung Benno Ohnesorgs bis zum Attentat auf [Rudi] Dutschke.“

Obgleich Böll auch vorher schon seine politische Meinung öffentlich geäußert hatte, begann mit dieser Schrift gewissermaßen seine „politische Karriere“ und eine entsprechende Wahrnehmung in der Öffentlichkeit.
Am 1. Juni 1972 – dem Tag der Verhaftung von Andreas Baader, Jan-Carl Raspe und Holger Meins – kam es zu einem Böll verärgernden Polizeieinsatz in seinem Wohnhaus, um die Identität eines befreundeten Ehepaars zu überprüfen, das ihn besuchte.
1974 griff Böll die im Essay erstmals thematisierte kritische Wechselbeziehung von Boulevardjournalismus und linksradikaler Protestbewegung in der Erzählung Die verlorene Ehre der Katharina Blum erneut auf. In der Rezeption wurde auch die Kontroverse von 1972 aufgegriffen.